# Zoo, l'appel de la nuit
Pour plus de détails, voir Fiche technique et Distribution.
Zoo, l'appel de la nuit (Zoo) est une comédie dramatique italienne réalisée par Cristina Comencini et sortie en 1988. Il s'agit du premier long métrage de sa réalisatrice.

## Synopsis
Martina, une jeune fille de onze ans, vit au zoo Tournesol parce que son père, veuf, y a trouvé un emploi de veilleur de nuit. Elle passe donc toute la journée en contact étroit avec les animaux qui y sont enfermés. Cependant, elle se sent très seule.
Un jour, Martina rencontre Ratt, un jeune manouche de 15 ans. Ratt s'est réfugié au zoo après s'être enfui du camp de nomades où il vivait avec l'homme qui l'avait acheté à ses parents. Après une méfiance initiale, les deux enfants deviennent amis.
Lorsque le père découvre Martina, habillée en manouche, et le garçon endormis l'un à côté de l'autre, il appelle la police. Les agents arrivent au zoo, mais Martina et Ratt s'échappent sur un éléphant et partent pour la ville natale de Ratt. 

## Fiche technique
- Titre français : Zoo, l'appel de la nuit[1]
- Titre original italien : Zoo[2]
- Réalisateur : Cristina Comencini
- Scénario : Cristina Comencini, Francesca Melandri
- Photographie : Alfio Contini, Giuseppe Lanci
- Montage : Nino Baragli
- Musique : Marco Werba
- Effets spéciaux : Giovanni Corridori (it)
- Décors et costumes : Paola Comencini
- Maquillage : Gloria Fava, Renata Magnanti
- Production : Gianni Federici
- Sociétés de production : Ital-Noleggio Cinematografico, Reteitalia, Vega Film Productions
- Pays de production :  Italie
- Langue originale : italien
- Format : Couleur
- Durée : 92 minutes
- Genre : Comédie dramatique
- Dates de sortie :
  - Italie : août 1988 (Festival du film de Giffoni) ; 17 novembre 1988 (sortie nationale)
  - France : 7 février 1990

## Distribution
- Asia Argento : Martina
- Marco Parente : Ratt
- Daniel Olbrychski : le père de Martina
- Louis Ducreux : vieux tuteur
- Victor Poletti : Giuseppe
- Eleonora Pariante : professeur
- Andrea Gnecco : forgeron
- Valentina Maschetti : Chiara
- Augusto Zeppetelli : policier
- Tommaso Pernice : policier
- Paolo Pedica : policier
- Sebastiano Nardone : policier